# Zeeslag bij Duinkerke
De Zeeslag bij Duinkerke vond plaats op 18 februari 1639. Tijdens het gevecht op zee versloeg Maarten Harpertszoon Tromp, die op het vlaggenschip Aemilia een vloot van 11 schepen aanvoerde, een twee keer zo grote vloot van Duinkerker kapers. De vloot uit Duinkerke stond onder leiding van admiraal Michiel de Horna, die voor de Spanjaarden vocht.
Na de slag vluchtte De Horna de haven in, waarbij Tromp nog twee schepen buit maakte.